# Parnassius orleans
Parnassius orleans är en fjärilsart som beskrevs av Charles Oberthür 1890. Parnassius orleans ingår i släktet Parnassius och familjen riddarfjärilar. Inga underarter finns listade i Catalogue of Life.

## Bildgalleri

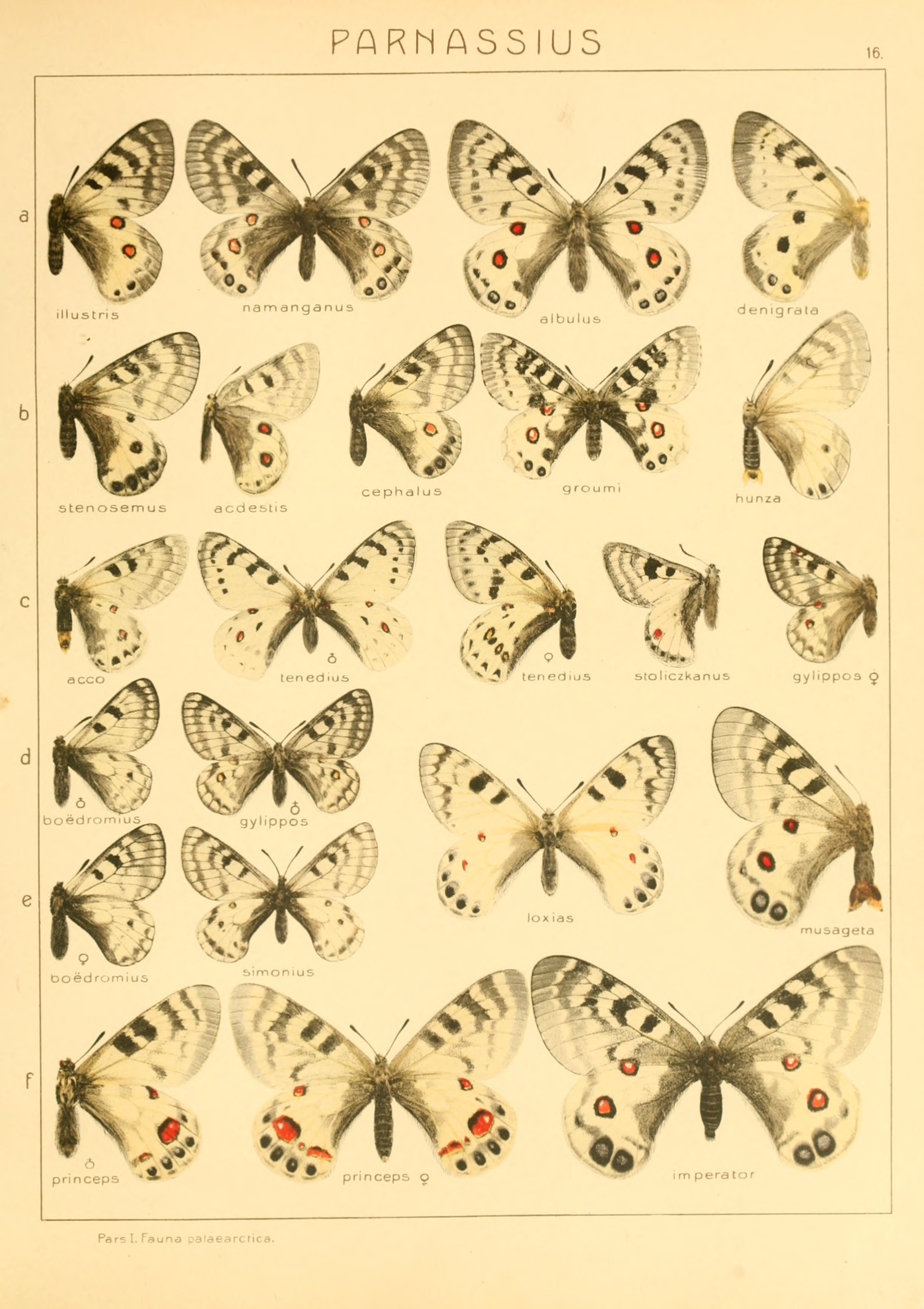